# 小頓別站

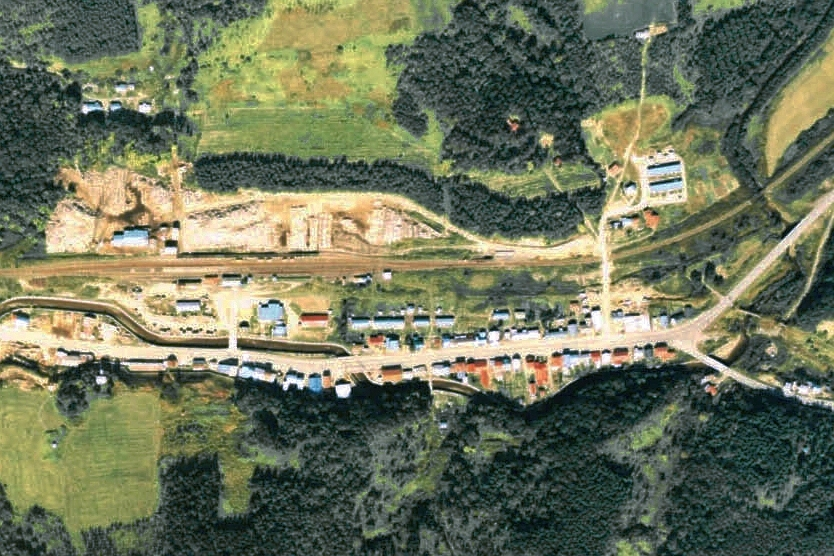
1977年的小頓別站與周邊約500米×750米範圍。右邊中頓別方向。以車站大樓為中心，當時站內設有2面2線的單式月台（千鳥式月台）。在車站大樓旁邊靠近音威子府一方設有貨物月台和兩條引込線。車站後方設有兩條貨物專用的副本線。也有大型堆場，露天堆放了很多木頭。站前右邊草堆處，是相片中6年前已經廢除的歌登町營軌道站前乘降場，以及貨物線、轉車盤和車廠等，均已經撤走。相片右邊平交道附近，右上方延伸的路軌是天北線，而歌登町營軌道是從國道275號下面越過橋樑進入隧道前往毛登別一方。另外，在隧道建成前，舊線會沿天北線北上，橫過國道，沿國道北上前往岩手地區，然後向東方前經，繞過山嶺。圖中東端可看見軌道遺蹟。

小頓別站（日语：／ Shō-Tombetsu eki */?）是位於北海道枝幸郡中頓別町字小頓別，北海道旅客鐵道（JR北海道）的天北線車站（廢站）。隨著天北線廢線，車站在1989年（平成元年）5月1日廢除。
在天北線廢除時仍行駛的急行「天北」停靠此站。

## 歷史
- 1914年（大正3年）11月7日 - 鐵道院宗谷線音威子府站至此站之間開通，此站啟用[1][4]。當時為一般車站[1]。
- 1916年（大正5年）10月1日 - 鐵道院宗谷線此站至中頓別站之間開通，成為中途站[4]。
- 1919年（大正8年）10月20日 - 路線名稱改為宗谷本線，成為宗谷本線車站[4]。
- 1929年（昭和4年）12月1日 - 歌登村營軌道由本站至上幌別（歌登）之間開通。
- 1930年（昭和5年）4月1日 - 音威子府站至稚內站之間的路段改名為北見線，本站成為北見線車站[4]。
- 1949年（昭和24年）6月1日 - 日本國有鐵道成立，成為日本國有鐵道車站。
- 1961年（昭和36年）4月1日 - 北見線改名為天北線，成為天北線車站[4]。
- 1970年（昭和45年）11月1日 - 歌登町營軌道停業。
- 1982年（昭和57年）6月1日 - 結束貨物處理[1]。
- 1984年（昭和59年）2月1日 - 結束行李處理[1]。
- 1987年（昭和62年）4月1日 - 伴隨國鐵分割民營化，車站由北海道旅客鐵道（JR北海道）營運[1]。
- 1989年（平成元年）5月1日 - 天北線全線廢除，本站廢除[1]。

## 站名的由來
車站名稱取自地名。地名中的「頓別」在阿伊努語為「トウ・ウン・ベツ」，其意思是「從沼澤中流出的河流」。設站時所在處為「枝幸郡枝幸村字頓別村」，拓墾地畫分行政區時加上了各種冠詞，所在地被加上了「小」字與附近地名作區別。

## 車站構造
截至車站廢除前，車站是一座地面車站，設有2面2線的單式月台（千鳥式月台），可進行列車交會。鄰接車站大樓月台西邊和對面月台東邊之間設有站內平交道連接。車站大樓側月台（南邊）是上行線，對面月台（北邊）是下行線。在上行線從音威子府一方向上行線月台設有分支前往貨物月台與一條貨物側線。在本線從音威子府一方也有分支前往下行線外側的兩條貨物側線。車站附近曾有豐富的森林資源，設有許多側線，但在末期大多已經撤除。截至1983年（昭和58年），專用線還仍在，但轉轍器已經撤走。
本站是職員配置站。車站大樓位於站內南邊，以走道與與站內平交道連接兩個月台。
在1970年（昭和45年）前，本站可轉乘為了開拓北海道而建設的殖民軌道之一——歌登町營軌道；由於興建部分區間重疊的未成線美幸線，歌登町營軌道遭到廢除。
急行「天北」停靠此站以方便乘客前往歌登和枝幸方向，站前有宗谷巴士巴士路線往返於枝幸。

## 使用狀況

### 國鐵天北線
| 年度               | 乗車人數 | 乗車人數 | 資料來源 | 備註                |
| 年度               | 年間     | 1日平均  | 資料來源 | 備註                |
| ------------------ | -------- | -------- | -------- | ------------------- |
| 1921年（大正10年） |          | 63       | [ 10 ]   |                     |
| 1935年（昭和10年） |          | 80       | [ 10 ]   |                     |
| 1953年（昭和28年） |          | 133      | [ 10 ]   |                     |
| 1978年（昭和53年） |          | 83       | [ 11 ]   |                     |
| 1981年（昭和56年） |          | (38.5)   | [ 12 ]   | 1日上下車人次為67人 |

### 歌登町營軌道
| 年度               | 乗車人數 | 乗車人數 | 出典   | 備考 |
| 年度               | 年間     | 1日平均  | 出典   | 備考 |
| ------------------ | -------- | -------- | ------ | ---- |
| 1935年（昭和10年） |          | 23       | [ 13 ] |      |
| 1953年（昭和28年） |          | 18       | [ 13 ] |      |

## 車站周邊
車站附近形成了小市區，在 1980 年（昭和 55 年）左右，人口只有大約 500 人，是一個以四家木材公司為主的木材小鎮。舊丹波屋旅館（在2000年，登錄為登錄有形文化財）是本地曾經繁榮的遺跡。
- 北海道道400號小頓別停車場線
- 北海道道12號枝幸音威子府線（日语：北海道道12号枝幸音威子府線）
- 國道275號（頓別國道）
- 小頓別郵局
- 天北峠 - 車站西南方約2.3公里[9]。
- 頓別川 - 車站南方[9]。
- 小頓別川
- 宗谷巴士（日语：宗谷バス）「小頓別」巴士站：天北宗谷岬線（日语：天北線 (宗谷バス)）、城際巴士

## 現況

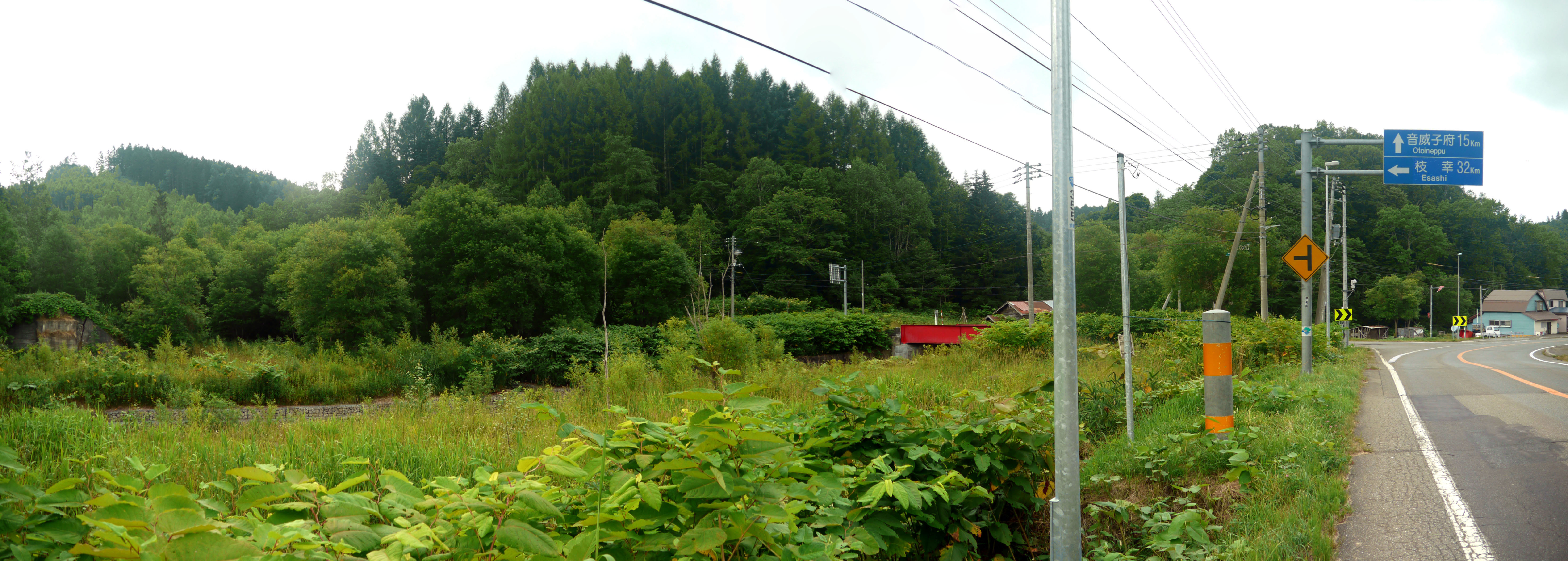
小頓別站遺址 (2011年8月6日)

截至1997年（平成9年），車站曾為公車總站，站內遺留著疑似儲煤場的混凝土建築物。至2010年（平成22年），仍是公車總站。總站內設有迴旋路，以便宗谷巴士的公車改變行駛方向。
截至2011年（平成23年），車站遺址向南稚內一方的路段，還保留了「長屋澤川橋樑」。

## 相鄰車站
北海道旅客鐵道（JR北海道）
天北線
（臨）上音威子府－小頓別－上頓別
曾經此站與上音威子府站之間設有天北營臨時乘降場（日语：／）（啟用日不詳（1956年（昭和31年）11月19日曾經存在），在1965年（昭和40年）10月（日期不詳）廢除）。

## 注腳
1. 1 2 3 4 5 6 7 8  石野哲（編）. . JTB. 1998: 904. ISBN 978-4-533-02980-6 （日语）.
2. 1 2  1948年撮影航空写真（日語）（國土地理院 地圖、航空相片參閲服務）歌登町營軌道新線與舊線蹟。
3. 1 2  在1954年測量，1958年發行的5萬分之1地形圖「音威子府」和「中頓別」
4. 1 2 3 4 5  曾根悟（監修）. 朝日新聞出版分冊百科編集部（編集） , 编. . 週刊朝日百科. 20号・宗谷本線／留萌本線. 朝日新聞出版. 2009-11-02: 14–17 （日语）.
5. ↑  札幌鉄道局 (编). . 北彊民族研究会. 1939: 84. NDLJP: 1029473.
6. ↑   第1版. 札幌市: 日本国有鉄道北海道総局. 1973-3-25: 185. ASIN B000J9RBUY.
7. ↑  札幌鉄道局編 (编). . 北彊民族研究会. 1939: 84. NDLJP: 1029473 （日语）.
8. 1 2 3 4 5 6 7  書籍《国鉄全線各駅停車1 北海道690駅》（小學館，1983年7月發行）188頁。
9. ↑  中頓別町史 平成9年5月発行 P397/8,855
10. ↑  藤田, 稔 (编). . 藤田書店. 1980-04-30: 892–893. doi:10.11501/12065814.
11. ↑  書籍《鉄道廃線跡を歩くIV》（JTB出版，1997年12月發行）23-24頁。
12. ↑  書籍《新 鉄道廃線跡を歩く1 北海道・北東北編》（JTB出版，2010年4月發行）15-17頁。
13. 1 2  書籍《北海道の鉄道廃線跡》（著：本久公洋，北海道新聞社，2011年9月發行）243頁。